# Čeliv

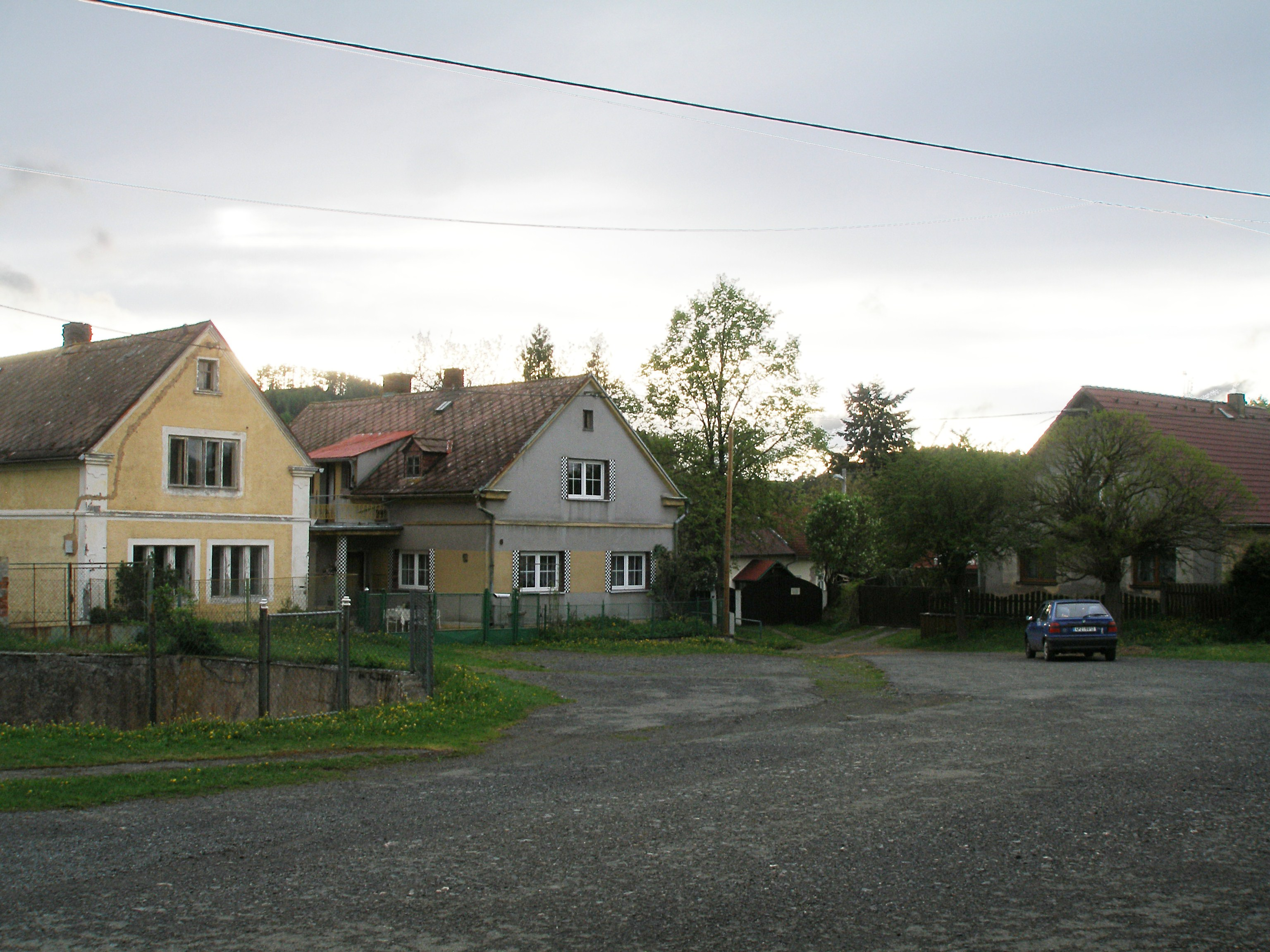
Čeliv

Čeliv (deutsch Tscheliv, früher Tschelief) ist ein Dorf in der Gemeinde Kokašice (Kokaschitz) im Bezirk Tachov in Tschechien.

## Lage
Čeliv liegt etwa 18 Kilometer von Teplá (Tepl) entfernt. Nachbarorte sind Dolní Polžice (Polschitz) im Norden, Kokašice (Kokaschitz) im Süden, Krasíkov (Schwamberg) im Südwesten, Nová Ves (Neudorf) im Osten und Konstantinovy Lázně (Konstantinsbad) im Südosten. 

## Geschichte
Tschlief wie das Dorf früher hieß, wurde 1115 erstmals erwähnt. Als Sitz einer Mutterpfarrei des Umlandes kam dem Ort in der Vergangenheit eine besondere Bedeutung zu. Wann und von wem die Pfarrkirche des hl. Wenzel erbaut wurde, ist nicht bekannt. Ein Leutpriester ist seit 1352 nachgewiesen. Mit Matthias Gebhard aus Plan erhielt die Pfarrei einen lutherischen Geistlichen, der 1624 durch Pater Georg Pelletz aus dem Stift Tepl ersetzt wurde. Die barocke Gestalt der Kirche geht auf den Beginn des 18. Jahrhunderts zurück. Unter dem Weltenpriester Pater Leopold Pauscher erfolgten 1859 Renovierungsmaßnahmen. Zum Pfarrsprengel gehörten früher außer Tschelief noch Kokaschitz, Schwamberg, Kahudowa, Hurz, Luschkahäuseln, Kamiegl, Patzin, Harlosee, Rössin, Pollschitz, Konstantinsbad, Neodorf mit Altmühle, Pottin, Druckerhäusl, Veitsmühle, Domschenmühle und Neuhof. 1875 entstand im Ort ein neues Schulhaus. Das Kirchweihfest war der Wenzelstag. 1878 zählte das Dorf 15 Häuser, 119 Einwohner und eine zweiklassige Volksschule.
Aufgrund des Münchner Abkommens kam Tscheliv 1938 zum Deutschen Reich und gehörte bis 1945 zum Landkreis Tepl, Regierungsbezirk Eger, im Reichsgau Sudetenland. Bis zur Vertreibung 1945/1946 nach Ende des Zweiten Weltkriegs war der Ort deutsch besiedelt. In den 1960er Jahren begann man mit dem Abriss des Kirchenschiffs und darauf auch des Glockenturms und Pfarrhauses.